# Республиканская гвардия Казахстана
Силы особого назначения Службы государственной охраны Республики Казахстан (каз. ҚР МКҚ Айрықша мақсаттағы күштері) — воинское формирование Службы государственной охраны Казахстана, относящееся к силам обеспечения национальной безопасности Республики Казахстан и осуществляющее в пределах установленной законодательством компетенции охранные мероприятия по обеспечению безопасности президента, других охраняемых лиц, охрану и оборону охраняемых объектов.

## История

### Республиканская гвардия
Указом Президента Республики Казахстан от 16 марта 1992 года № 673 «Об образовании Республиканской гвардии Республики Казахстан» на основе оперативной бригады Внутренних войск МВД была образована бригада Республиканской гвардии. Исполнение обязанностей Командующего Республиканской гвардией было возложено на Начальника штаба Государственного комитета обороны Республики Казахстан генерал-майора Алтынбекова Сейлбека Алтынбековича.
В августе 1992 года на стадионе ЦСКА (Алма-Ата) президенту Республики Казахстан Н. А. Назарбаеву впервые была представлена Республиканская гвардия в лице укомплектованного батальона правительственной охраны, роты почетного караула и образцово-показательного оркестра.
16 декабря 1992 года военнослужащие срочной службы Республиканской гвардии впервые были приведены к Военной присяге на верность президенту и народу Республики Казахстан.
30 декабря 1992 года Республиканская гвардия приняла под круглосуточную охрану здание президентской Резиденции (строящейся) в городе Алма-Ата.
22 февраля 1993 года приняты под круглосуточную охрану эталоны Государственного флага и Государственного Герба Республики Казахстан и Резиденция Президента.
Весной 1993 года дизайнером Сериком Сулейменовым была разработана форма одежды для военнослужащих роты почетного караула, для офицеров предусматривалось введение особо-парадной формы (китель белого цвета).
В октябре 1995 года Республиканская гвардия была введена в состав Службы охраны президента РК (СОП РК), в дальнейшем гвардия была снова выведена в отдельное ведомство.
В октябре 1997 года управление командующего РГ было передислоцирована в новую столицу — город Акмолу (6 мая 1998 года переименована в Астану).

### Служба обороны объектов
Указом Президента Республики Казахстан от 21 апреля 2014 года № 807 Служба охраны Президента Республики Казахстан и Республиканская гвардия Республики Казахстан реорганизованы путём слияния в Службу государственной охраны Республики Казахстан, как государственный орган, непосредственно подчиненный и подотчетный Президенту Республики Казахстан.
Указом Президента Республики Казахстан от 4 мая 2014 года № 814 внутри СГО РК создано ведомство — Служба обороны объектов (Республиканская гвардия), установлено, что эта служба является воинским формированием.
Тем же указом установлен воинский праздник «День Службы государственной охраны Республики Казахстан — 21 апреля».
Указом Президента Республики Казахстан от 5 мая 2017 года № 471 наименование «Республиканская гвардия» было упразднено.

### Силы особого назначения
Указом Президента Республики Казахстан от 13 июня 2019 года № 13 Служба обороны объектов преобразована в «Силы особого назначения».

## Функции Сил особого назначения
Силы особого назначения:
1. участвуют в проведении охранных мероприятий по обеспечению безопасности охраняемых лиц;
2. осуществляют в порядке, определяемом начальником Службы государственной охраны, охрану и оборону охраняемых объектов;
3. участвуют в антитеррористических операциях по обеспечению безопасности охраняемых лиц и объектов, а также обеспечивают правовой режим антитеррористических операций;
4. осуществляют охрану эталонов Государственного Флага Республики Казахстан и Государственного Герба Республики Казахстан и участвуют в выполнении церемониальных и протокольных мероприятий;
5. осуществляют руководство, координацию и обеспечивают согласованность действий подразделений, входящих в Силы особого назначения, оказывает им практическую и методическую помощь;
6. организуют и проводят мероприятия по поддержанию боевой и оперативной готовности, боевой подготовке. Обеспечивают готовность подразделений к переводу в различные степени боевой готовности;
7. организуют несение боевого дежурства и боевой службы;
8. организуют работу по морально-психологическому обеспечению служебно-боевой деятельности подразделений Сил особого назначения, вырабатывают и реализуют мероприятия среди личного состава по поддержанию и укреплению воинской дисциплины и правопорядка, профилактике правонарушений, обеспечению необходимых условий для безопасности воинской службы;
9. осуществляет в порядке, определенном законодательством Республики Казахстан, передачу, реализацию, утилизацию и списание неиспользуемого военного имущества;
10. иные функции, предусмотренные законодательством Республики Казахстан.

## Структура
В ведении Сил особого назначения находятся:
- Президентский полк «Айбын» (в/ч 0112, Астана).
- Президентский полк «Батыр» (в/ч 0111, Алма-Ата).
- Президентский оркестр[англ.] (Астана).
- Госпиталь СГО РК (в/ч 0116, Астана).

## Командиры
Командующие Республиканской гвардией (1992—2014):
- Алтынбеков, Сеилбек Алтынбекович — с 1992 по 1993
- Умбетбаев, Тулеген Анварбекович — с 1993 по 1995
- Токпакбаев, Сат Бесимбаевич — с 1995 по 1999
- Искаков, Болат Газизович — с 1999 по 2000
- Джанасаев, Булат Бахитжанович — с 2001 по 2002
- Искаков, Болат Газизович — с 2002 по 2006
- Тасбулатов, Абай Болюкпаевич — c 2006 по 2012
- Шабдарбаев, Амангельды Смагулович — c 2012 по 2013
- Аюбаев, Мухтар Акатович — c 2013 по 2014

Заместитель Начальника Службы государственной охраны — начальник Службы обороны объектов (Республиканская гвардия) Службы государственной охраны Республики Казахстан (с 2014):
- Аюбаев, Мухтар Акатович — 2019—2020.

Заместитель Начальника Службы государственной охраны — командующий Силами особого назначения Службы государственной охраны Республики Казахстан (с 2019):
- Аюбаев, Мухтар Акатович — 2019—2020
- Ашимбекулы Ардак — 2020—2022
- Айткурман Омарбеков (с 2022 года).

## Форма одежды и знаки различия
Силы особого назначения имеют бирюзовый цвет кантов погон и околыша фуражек, а также поперечных полос погон, кантов (лампасов) на брюках офицеров. Также в воинском формировании имеются собственные нарукавные нашивки, эмблемы, кокарды, пуговицы и пряжки на ремень.